# Bitva u mysu Spatha
Bitva u mysu Spatha byla jednou z námořních bitev druhé světové války ve Středozemním moři mezi italským a spojeneckým námořnictvem. Uskutečnila 19. července 1940 u severozápadního pobřeží Kréty.
Navečer 17. července vypluly z Tripolisu pod velením kontradmirála Casardiho lehké křižníky Giovanni delle Bande Nere;; a Bartolomeo Colleoni. Jejich cílem byl ostrov Leros v Dodekanésu. Zde chtěla Regia Marina vytvořit svaz křižníků a torpédoborců, který by napadal britskou dopravu v Egejském moři.
Podobný úkol tedy narušovat nepřátelskou dopravu mezi italskými přístavy a Dodekanésem plnil svaz pod velením námořního kapitána Collinse. Jeho svaz se skládal z australského lehkého křižníku HMAS Sydney a torpédoborců HMS Havock, HMS Hyperion, HMS Hasty, HMS Ilex a HMS Hero.
Oba svazy na sebe narazily ráno 19. července. Na čele britského svazu pluly torpédoborce, které ihned obrátily o 180 stupňů a začaly pokládat kouřovou clonu. Jakmile Italové zjistili přítomnost křižníku Sydney, dali se na ústup pro změnu oni a to i přesto, že měli stále dvojnásobnou převahu v dělech hlavní ráže. Spojenci však měli přesnější mušku. Jeden granát zasáhl kotelnu a strojovnu křižníku Bartolomeo Colleoni, na kterém vyvolaly nezvladatelné požáry a loď se zastavila. Zatímco Giovanni delle Bande Nere a Sydney pluly dál, k nehybnému křižníku připluly torpédoborce Hyperion a Ilex, které ho potopily torpédy. Druhému italskému křižníku se podařilo uniknout. Spojenecké torpédoborce vylovily 555 trosečníků. Na spojenecké straně byly jen lehce poškozeny Sydney a Havock.